# Barbenheimer
Barbenheimer foi um fenômeno da Internet que se iniciou pelo fato dos filmes Barbie e Oppenheimer, de gêneros completamente distintos, serem lançados no mesmo dia. No Brasil, os filmes foram lançados em 20 de julho de 2023, e no dia seguinte mundialmente. A palavra é uma junção dos títulos das obras. O contraste entre Barbie, um longa-metragem de comédia com direção de Greta Gerwig e baseado na boneca homônima, e Oppenheimer, um thriller biográfico dirigido por Christopher Nolan sobre o físico teórico J. Robert Oppenheimer, motivou uma reação cômica por parte dos internautas. O site de jogos eletrônicos Polygon descreveu ambos os filmes como "extremos opostos".
Os filmes foram visados pelos veículos midiáticos como "rivais", porém foi sugestionado (pelos protagonistas) aos espectadores que assistam aos dois filmes no mesmo dia.
No Brasil, de acordo com o levantamento da Ingresso.com em 19 de julho de 2023, 30% dos clientes que compraram Oppenheimer na pré-venda também compraram um ingresso para Barbie. Desses clientes, 58% assistiram ambos no mesmo dia e 26% assistiram um deles no dia seguinte.
Ambos os filmes acabaram sendo um sucesso de crítica e de público, angariando enorme bilheteria global.

## História

### Data de lançamento em disputa

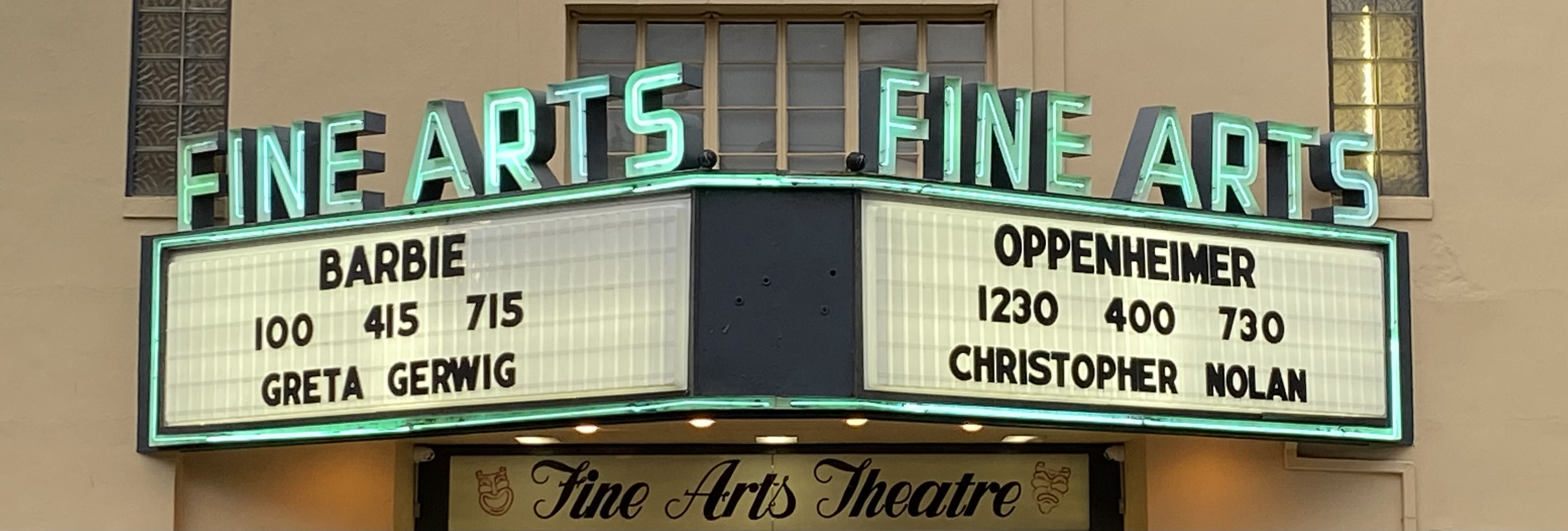
O Fine Arts Theatre em Asheville, Carolina do Norte, nos Estados Unidos, exibindo seus horários de exibição de Barbie e Oppenheimer, com o respectivo diretor de cada filme exibido abaixo dos horários. Este é um exemplo do fenômeno Barbenheimer.

Em dezembro de 2020, citando o impacto da pandemia de COVID-19 no cinema, a WarnerMedia, então controladora da Warner Bros. Pictures, anunciou que lançaria todos os 17 de seus próximos filmes de 2021 exclusivamente em seu serviço de streaming, HBO Max, em o que foi apelidado de "Projeto Pipoca". Essa decisão foi duramente criticada no mesmo mês pelo diretor Christopher Nolan, cujos filmes eram distribuídos pela Warner Bros. desde Insomnia, de 2002. Em uma declaração ao The Hollywood Reporter, Nolan disse: "Alguns dos maiores cineastas e estrelas de cinema mais importantes de nossa indústria foram para a cama na noite anterior pensando que estavam trabalhando para o maior estúdio de cinema e acordaram para descobrir que estavam trabalhando para o pior serviço de transmissão." Ele também disse que a Warner Bros. "[nem] entende o que está perdendo" e que a "decisão [não fez] sentido econômico". A Warner Bros. eventualmente desistiu do plano de lançamento exclusivo de streaming para seus longas-metragens em março de 2021.
No entanto, após o plano inicial da Warner Bros, Nolan se reuniu com vários estúdios rivais e anunciou em setembro de 2021 que seu próximo filme, Oppenheimer, seria distribuído pela Universal Pictures em vez da Warner. As condições para fazer seu próximo filme com a Universal incluíam: um orçamento de US$ 100 milhões, um orçamento de marketing de tamanho igual, controle criativo, 20% do primeiro dólar bruto, um período de blecaute em que o estúdio não lançaria outro filme três semanas antes ou depois lançamento e, para garantir que não chegaria a um serviço de streaming imediatamente, uma janela teatral de 100 dias. No mês seguinte, a Universal anunciou a data de lançamento de Oppenheimer em 21 de julho de 2023.
Conforme anunciado em dezembro de 2020, a Warner Bros. originalmente programou Coyote vs. Acme para ser lançado na mesma data de 21 de julho de 2023. No entanto, em abril de 2022, o que agora se tornara uma subsidiária da Warner Bros. Discovery naquele ponto. o filme Barbie seria lançado nessa data, tendo que competir diretamente com Oppenheimer. O desacordo de Nolan com a Warner foi citado como a causa principal, embora os chefes da Warner Bros. recém-nomeados, Michael de Luca e Pamela Abdy, afirmassem mais tarde que desejavam se reconciliar com Nolan; especialistas em bilheteria questionaram por que a Warner se recusou a mudar a data de lançamento de Barbie se desejavam restaurar as relações com Nolan.
O site Insider especulou que a decisão da Warner Bros. de lançar seu filme da Barbie em desenvolvimento, oposto ao fim de semana de lançamento preferido de Nolan, em meados de julho, pode ter sido uma vingança contra Nolan por deixar a Warner Bros.; começando com O Cavaleiro das Trevas e com exceção de Interstellar (que foi lançado no início de novembro de 2014, distribuído pela Paramount Pictures nos Estados Unidos e Canadá, e pela Warner Bros. internacionalmente) e Tenet (que foi adiado da data de lançamento original de 17 de julho de 2020, após a pandemia de COVID-19), os filmes de Nolan foram lançados em meados de julho.
Nolan teria ficado irritado com a decisão da Warner Bros. de agendar Barbie na mesma data de Oppenheimer. Apesar disso, quando questionado por um repórter do Insider se sua separação com a Warner foi de fato a causa da data de lançamento de Barbie, Nolan riu e disse que "não iria responder a essa pergunta", acrescentando que os cinemas agora têm "um mercado lotado com muito filmes diferentes... , e aqueles de nós que se preocupam com filmes estão entusiasmados com isso". Quando questionado sobre os filmes com a mesma data de lançamento, Nolan disse a um repórter do IGN que um "mercado lotado" está "aqui e isso é ótimo".

### Contra programação
O fenômeno Barbenheimer é um exemplo de contra programação, uma estratégia de mercadologia na qual um filme totalmente diferente é lançado no mesmo dia que um grande filme para atrair um grupo sub representado. A Universal implantou com sucesso a contra programação já em 2002, quando estreou a comédia dramática About a Boy, ao lado do blockbuster de ficção científica Star Wars: Episódio II – Ataque dos Clones. O primeiro teve a estreia mais forte de um filme britânico naquele ano, terminando com mais de $130 milhões.
A revista masculina GQ observou o fenômeno ocorrido na temporada de festas, como Avatar: O Caminho da Água e Puss in Boots: The Last Wish em 2022, e comparou o verão a um "esporte sangrento de tudo ou nada". Em 2022, a contra programação ocorreu com os filmes de verão Top Gun: Maverick e The Bob's Burgers Movie, em que este último é um filme menor que o primeiro, permitindo tal dinâmica.
A data de lançamento de Barbie e Oppenheimer traçou paralelos com a mesma data de lançamento nos Estados Unidos do filme de super-herói O Cavaleiro das Trevas - dirigido pelo diretor de Oppenheimer, Christopher Nolan, sobre o Batman da DC Comics e distribuído pela Warner Bros. - e o musical Mamma Mia! baseado no musical de mesmo nome apresentando as canções do ABBA e distribuído pela Universal - em 18 de julho de 2008. Ator Tom Cruise, produtor e ator principal de Mission: Impossible - Dead Reckoning Part One, que estreou na semana anterior aos dois filmes, promoveu fervorosamente seu filme sobre Oppenheimer e Barbie, afim de corroer a janela de exclusividade IMAX de três semanas de Oppenheimer, enquanto usava Barbie para exibir seu filme em telas não IMAX.
Barbenheimer foi comparado com o lançamento simultâneo dos títulos de videogame Animal Crossing: New Horizons e Doom Eternal em 20 de março de 2020, o que gerou um fenômeno semelhante de crossover online na época. À luz de Barbenheimer, outros estúdios inventaram eventos semelhantes para seus próximos lançamentos. Isso inclui "Saw Patrol", em homenagem a Saw X e PAW Patrol: The Mighty Movie a ser lançado em 29 de setembro de 2023, embora tenha recebido uma resposta mista nos Estados Unidos.

### Mercadologia
A mercadologia dos filmes diferiu muito. A mercadologia de Barbie, estimado em US$ 150 milhões contra US$ 100 milhões de Oppenheimer, usou uma ampla gama de parcerias imersivas e produtos vinculados. Oppenheimer adotou uma abordagem mais discreta, com o objetivo de cultivar intrigas com trailers e uma contagem regressiva online para o 78º aniversário da primeira explosão nuclear.
Barbie fez uma estreia em 12 de julho de 2023, em Londres, onde Oppenheimer fez a sua no próximo dia; em 14 de julho, o SAG-AFTRA, um sindicato americano de atores de cinema, televisão e voz, declarou greve, interrompendo efetivamente qualquer evento promocional que envolvesse qualquer membro da associação. A estrela de Barbie, Margot Robbie, mostrou seu apoio à ação quando questionada por um repórter da Sky News no evento do filme em Londres. Apesar da estreia de Oppenheimer em Londres ter sido adiantada em uma hora, o elenco do filme saiu durante a exibição em apoio à greve. O presidente da SAG-AFTRA, Fran Drescher, afirmou mais tarde que os estúdios "enganaram" a associação para aceitar uma extensão de 12 dias para negociações, afim de continuar promovendo filmes de verão como Barbie e Oppenheimer.

### Visualização dupla
Muitas personalidades de Hollywood e internautas viram os filmes como um longa-metragem duplo, com um debate sobre a ordem de visualização destes, como parte do meme.
Margot Robbie, que interpreta o personagem principal de Barbie, sugeriu assistir seu filme, depois Oppenheimer e depois Barbie novamente. A atriz que faz a Barbie presidente em Barbie, Issa Rae, disse que "Se você ver Oppenheimer por último, pode ser um pouco psicopata". O escritor da CNN Entertainment, Scottie Andrew, recomendou assistir Oppenheimer primeiro e Barbie depois, comparando-o a "guardar a sobremesa para depois do jantar".

## Recepção

### Bilheteria

#### Receita
Ambos os filmes superaram as expectativas de bilheteria. Barbie se tornou o lançamento doméstico de maior bilheteria na história da Warner Bros, superando O Cavaleiro das Trevas, de Nolan.

##### Estados Unidos e Canadá
Nos Estados Unidos e no Canadá, Barbie arrecadou US$ 22,3 milhões nas prévias de quinta à noite, enquanto Oppenheimer arrecadou US$ 10,5 milhões. Esta foi a primeira vez que dois filmes lançados no mesmo fim de semana arrecadaram mais de US$ 10 milhões cada em suas prévias. Incluindo as prévias, os filmes arrecadaram US$ 70,5 milhões e US$ 33 milhões nos primeiros dias, respectivamente, o que levou ao aumento das projeções de fim de semana para US$ 160 milhões e US$ 77 milhões. Os filmes estrearam com US$ 162 milhões e US$ 82,4 milhões, respectivamente. O fenômeno Barbenheimer foi creditado por aumentar o interesse pelos filmes, com um total de 79% dos ingressos vendidos no fim de semana (52% para Barbie e 27% para Oppenheimer) sendo para os dois filmes, um total de 18,5 milhões de pessoas.
Além disso, Oppenheimer ganhou US$ 4,98 milhões com o público que viu o filme porque a bilheteria de Barbie estava esgotado. O diretor-executivo da IMAX, Richard Gelfond, descreveu o fim de semana como uma mudança de paradigma, referindo-se a Oppenheimer arrecadando US$ 35 milhões com 740 telas IMAX. Oppenheimer teve a segunda maior estreia sem liderar as bilheterias domésticas, ficando aquém da estreia de Divertida Mente, com US$ 90,4 milhões, por uma pequena margem. Barbie e Oppenheimer lideraram o fim de semana de 21 a 23 de julho com uma receita total de US$ 310,8 milhões, tornando-o o quarto maior fim de semana doméstico agregado de todos os tempos, atrás dos fins de semana liderados pelas aberturas de Avengers: Endgame (26 a 28 de abril de 2019, US$ 402 milhões ), Avengers: Infinity War (27 a 29 de abril de 2018, US$ 314 milhões) e Star Wars: O Despertar da Força (18 a 20 de dezembro de 2015, US$ 313 milhões).

## Reação da indústria cinematográfica
Tom Cruise, que o diretor Steven Spielberg proclamou que "salvou as nádegas de Hollywood" com o sucesso de Top Gun: Maverick no ano anterior, referiu-se a Barbie e Oppenheimer como uma dupla em um post no Twitter junto com fotos dele e de Missão: Impossível – Dead Reckoning O diretor da Parte Um, Christopher McQuarrie, com ingressos para os dois filmes. Da mesma forma, Gerwig e a estrela de Barbie, Margot Robbie, apareceram em fotos no Twitter de Barbie segurando ingressos para Oppenheimer, bem como Missão Impossível - Dead Reckoning Part One. Na estreia de Air, o ator e estrela de Oppenheimer, Matt Damon, disse à Vanity Fair que o público "tem permissão para assistir a dois filmes em um fim de semana". O diretor Francis Ford Coppola chamou o sucesso de bilheteria de ambos os filmes de "uma vitória para o cinema".
Na estreia mundial da Barbie em Los Angeles, Gerwig e Issa Rae elogiaram o conceito de filme duplo. Rae disse: "Adoro que haja solidariedade, embora as pessoas tentem nos colocar umas contra as outras, mas agora se transformou em uma situação dupla". Em entrevista ao Omelete, o diretor de Oppenheimer, Christopher Nolan, endossou o fenômeno, afirmando: "Eu acho que qualquer pessoa que se importa com o cinema esteve esperando desesperadamente, nos últimos anos, para ter um mercado cheio de filmes, com variedade de tons e abordagens". Na estreia de Barbie em Londres, Robbie disse que queria uma camisa Barbenheimer assinada por Murphy.

## Recepção no Japão
O fenômeno Barbenheimer, quando usado de forma insensível, gerou reações negativas no Japão, onde Oppenheimer é visto como um filme polêmico. Quando a conta oficial do Twitter do filme live-action de Barbie (@barbiethemovie) reagiu favoravelmente aos designs de imagem que incorporavam a nuvem de cogumelo e o fogo de uma bomba atômica, além de trocadilhos ("Será uma explosão", "será um verão inesquecível"), foi recebida com intensos protestos e desdém dentro do país. No Twitter japonês, a hashtag 'Barbenheimer não' (#NoBarbenheimer) ficou no topo dos assuntos relevantes. Isso foi atribuído à aproximação do 78º aniversário dos bombardeios atômicos de Hiroshima e Nagasaki, sendo o Japão, o único país a ter sido atacado por elas. Como resultado, nuvens de cogumelo e bombas atômicas foram consideradas inadequadas para uso casual ou cômico.
A filial japonesa da Warner Bros. emitiu uma declaração de pesar em 31 de julho de 2023 (Horário do Japão) por meio de sua própria conta no Twitter para o filme de Barbie (@BarbieMovie_jp), condenando as ações da sede dos Estados Unidos e incitando-os a "tomar as medidas apropriadas". Na noite de 31 de julho de 2023 (Horário do Pacífico), a sede da Warner divulgou um comunicado aos meios de comunicação, escrevendo que lamenta "seu recente engajamento insensível na mídia social", e a conta estadunidense do filme de Barbie no Twitter supostamente começou a deletar as respostas em questão.